# Miss Venezuela 1991
Miss Venezuela 1991 fue la 38.ª edición del certamen Miss Venezuela. Se llevó a cabo el jueves 23 de mayo de 1991 en Caracas, Venezuela. Veintinueve candidatas compitieron por el título. Al final del evento, Andreína Goetz coronó a Carolina Izsak como su sucesora.
El evento fue transmitido en directo por Venevisión desde el Poliedro de Caracas.

## Desarrollo
En el Poliedro de Caracas, se unieron de nuevo Gilberto Correa y Bárbara Palacios, el 23 de mayo de 1991, para presenciar el opening más costoso en la historia del certamen: «Lido París» con Sharon Luengo como figura principal. Dos piezas fundamentales se incorporan a la producción: Vicente Alvarado y Peggy Navarro. Más tarde, Lila Morillo, Wilfrido Vargas, Las Chicas del Can y Danzas Maracaibo sacan adelante el cuadro central «Caribe/Jungla». En esta edición también actuaron Guaco, Lucero y Emmanuel.
Los miembros del jurado decidieron de forma mayoritaria que la nueva reina fuera Miss Amazonas, Carolina Izsak. En el grupo de 29 candidatas estuvieronn: Ninibeth Leal (Zulia), Carolina Motta (Lara), Shía Bertoni (Portuguesa), Alba Vallvé (Mérida), Mercedes Salaya (Delta Amacuro) y Niurka Acevedo (Monagas).
En esta edición se incorporaron por primera vez representantes de la Península de Paraguaná (Alexandra Vírgüez) y Canaima (Adriana Marín) -ubicados en los estados Falcón y Bolívar respectivamente- al grupo de este año y, en consecuencia, ambos estados (así como el Zulia) tendrían más de una candidata en el concurso.

## Resultados

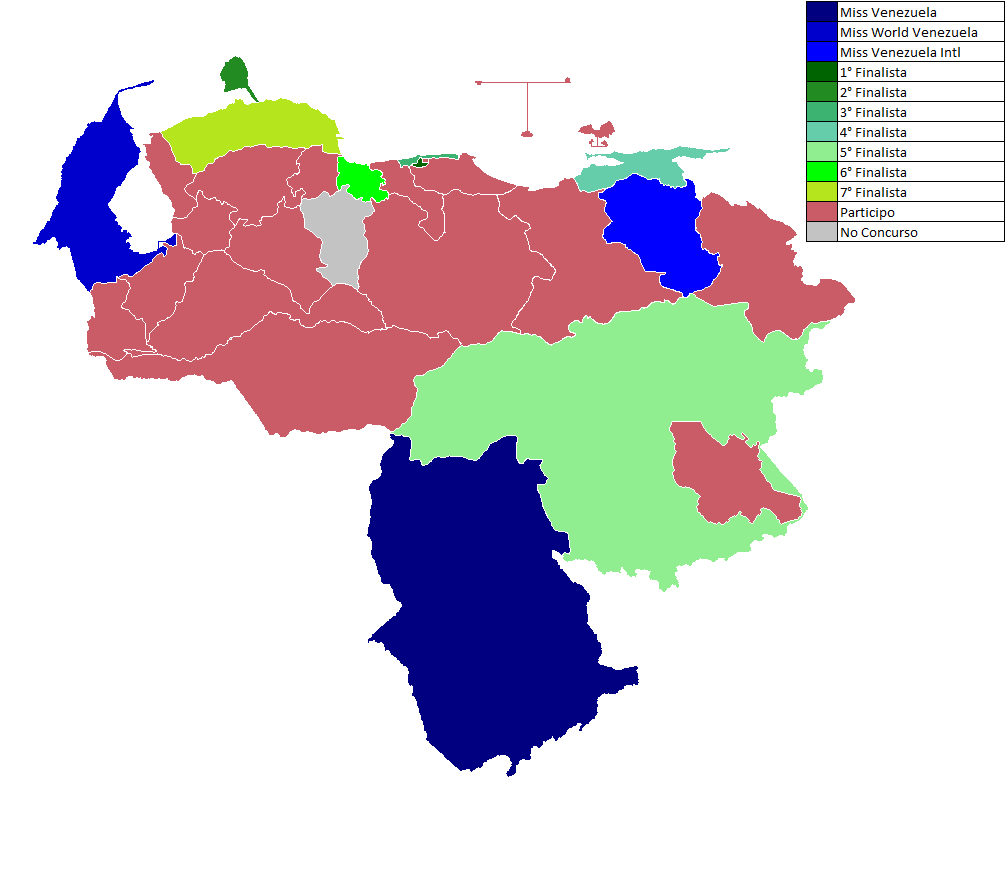
Miss Venezuela 1991

| Posiciones                   | Candidatas                                |
| ---------------------------- | ----------------------------------------- |
| Miss Venezuela 1991          | - Amazonas - Carolina Izsak               |
| Miss World Venezuela         | - Zulia - Ninibeth Leal                   |
| Miss Venezuela Internacional | - Monagas - Niurka Acevedo                |
| 1.ª finalista                | - Distrito Federal - Connie Hernández     |
| 2.ª finalista                | - Península Paraguaná - Alexandra Vírgüez |
| 3.ª finalista                | - Vargas - Jennifer Díaz                  |
| 4.ª finalista                | - Sucre - Yael Bruzual                    |
| 5.ª finalista                | - Bolívar - Candice Blanco                |
| 6.ª finalista                | - Carabobo - Beatriz Lesseur              |
| 7.ª finalista                | - Falcón - Lisette Mutti                  |

### Premios especiales
| Premio                                                          | Candidata                                  |
| --------------------------------------------------------------- | ------------------------------------------ |
| Miss Elegancia                                                  | Península de Paraguaná - Alexandra Vírgüez |
| Miss Fotogénica (elegida por el círculo de reporteros gráficos) | Bolívar - Candice Blanco                   |
| Miss Simpatía                                                   | Lara - Carolina Motta                      |
| Miss Amistad                                                    | Lara - Carolina Motta                      |
| Ojos Más Lindos                                                 | Portuguesa - Shia Bertoni                  |

## Jurado calificador
- Arnaldo Arocha - Gobernador del Estado Miranda
- Beatriz Monzón de García Vallenilla
- Abelardo Raidi - Periodista
- Paloma Lago - Modelo y presentadora española
- Peter Schaepe - Gerente General del Hotel Caracas Hilton y Director de la Cadena Hilton para Latinoamérica
- Carmen Eugenia "Ticky" Atencio Rincón
- Samy - El estilista de las estrellas
- Sonia de Di Mase
- Luis Ávalos - Actor
- Isabel Oduber - Modelo
- Armando Scannone - Gastrónomo
- Ana Luisa Paúl de Baptista
- Guillermo Zuloaga - Vicepresidente de ARS Publicidad
- Rosario Rodríguez - Miss Hispanidad 1990
- Juan Bautista Arismendi - Empresario
- Joyce Chumaceiro de Vegas
- Miguel Henrique Otero - Vicepresidente del Diario El Nacional
- Elizabeth Otaola de Rotundo
- Jhonny Phelps - Promotor Cultural
- Cristina Guzmán de Durán
- Oswaldo Vigas - Pintor
- Peggy Kopp - Miss Venezuela 1968
- Adela Chirinos de Daly
- Elena Zuloaga de Pacheco
- John Graham - Embajador de Canadá en Venezuela
- Miriam Fletcher - Directora de Comunicaciones del Teatro Teresa Carreño
- Rafael Tudela - Diputado al Congreso Nacional
- Ana Mercedes Hernández de Bellorín
- Blanca Reyes - Cirujano plástico
- Carlos Arturo Zapata - Diseñador
- Rosetta Ferrari - Diseñadora y anticuaria
- Paolo Bruni - Embajador de Italia en Venezuela
- Patricia Poleo - Directora del Diario El Nuevo País
- José Almosny - Presidente de la cadena de perfumerías Sarita
- Blanca de Kaswan
- Diego Fortunato - Director de la Revista Venezuela Gráfica
- Luis Lozada Soucre - Jefe de Espectáculos del Diario de Caracas
- Alejandro Alfonzo-Larrain - Músico
- Francisco Mayorga - Periodista de la Cadena Capriles
- Luis Oscar Pont - Periodista de la Cadena Capriles
- Sixto Bermúdez - Presidente del Comité Venezolano de la Belleza
- Radhamés Thomas - Presidente de la Cámara Junior de Venezuela
- Horacio Alfaro - Abogado
- José Luis Gil - Estilista
- Armando Benlolo - Estilista

## Participantes
| - Miss Amazonas - Carolina Eva Izsak Kemenyfy - Miss Anzoátegui - Elsie Cristina Motta Guzmán - Miss Apure - Yurbi Conti Corro - Miss Aragua - María Andreína González Vivas - Miss Barinas - Nayarí Claret Gamboa Hernández - Miss Bolívar - Candice Annette Smith-Blanco Peñalver - Miss Canaima - Adriana Marín Arias - Miss Carabobo - Alix Beatriz Lesseur Cohen - Miss Cojedes - Isbelia Josefina Quijada Figueroa - Miss Costa Oriental - Mitze Mabel Méndez Borges - Miss Delta Amacuro - Mercedes Argelia Salaya Guzmán - Miss Dependencias Federales - Gabriela Macrina D'Ippolito - Miss Distrito Federal - Connie Daniela Hernández De La Espriella - Miss Falcón - Dora Lisette Mutti Croes - Miss Guárico - Rossanel Auxiliadora Hernández Quintero | - Miss Lara - Carolina Motta Michelena - Miss Mérida - Alba Lucila Vallvé Bethencourt - Miss Miranda - Moravia Cayetana Cárdenas Leal - Miss Monagas - Niurka Auristela Acevedo - Miss Municipio Libertador - Ainisis Beatriz Vivas Perera - Miss Municipio Vargas - Jennifer Díaz Rodríguez - Miss Nueva Esparta - Raquel Penélope Benedetti Tovar - Miss Península de Paraguaná - María Alexandra Vírgüez Álvarez - Miss Portuguesa - Shia Bertoni Ramos - Miss Sucre - Yael Alexandra Bruzual Muñoz - Miss Táchira - Mariana Martínez-De Aparicio Berinez - Miss Trujillo - Ingrid Díaz Arteaga - Miss Yaracuy - Patricia Concepción Lazslou Bastardo - Miss Zulia - Ninibeth Beatriz Leal Jiménez |

## Post-concurso
- Mercedes Salaya (Delta Amacuro) desarrolló una carrera como modelo y humorista, además que fue considerada un símbolo sexual de los 90. Actualmente se desempeña como actriz en teatro y en doblaje de voz para series y películas norteamericanas, y tiene apariciones ocasionales en televisión.
- Alba Vallvé (Mérida) entró al concurso con una carrera como actriz relativamente desarrollada, la cual incluía un protagónico juvenil. Durante el concurso, estaba en plena grabación de una telenovela, por lo que continuó su carrera como actriz luego del concurso, incluso, a primera hora de la mañana del día siguiente al concurso, tuvo llamado a grabación.
- Carolina Motta (Lara) se destacó como actriz en distintas telenovelas de venevision además de ejercer carrera como sexóloga.
- Niurka Acevedo (Monagas) se inició como actriz de telenovelas, destacándose como villana. Se retiró de la televisión a finales de los 90.
- Shia Bertoni (Portuguesa) fue ancla y reportera para El Observador de RCTV. Actualmente se desempeña como locutora.
- Nayarí Gamboa (Barinas) desarrolló carrera como abogado y se convirtió en candidata a la alcaldía del municipio Ribas del estado Aragua en el año 2012